# Canal Inferior de Sohag
El Canal Inferior de Sohag (Lower Sohag Canal) és una obra per al reg al Panjab (Pakistan) d'abast més limitat que el canal Superior de Sohag, construït aprofitant el llit d'un torrent. Romania sec fins que el sardar d'Hirali el va unir al Sutlej per una obra d'uns 5 km de llarg. Al final del segle xix fou engrandit i millorat.